# Laktjärnen (Järna socken, Dalarna)
Laktjärnen är en sjö i Vansbro kommun i Dalarna och ingår i Dalälvens huvudavrinningsområde.